# Johann Peter Eckermann
Johann Peter Eckermann (Winsen (Luhe), 21 september 1792 - Weimar, 3 december 1854) was een Duitse dichter en bovenal medewerker en vriend van Johann Wolfgang von Goethe. Hij is het meest bekend van zijn boek Gespräche mit Goethe in den letzten Jahren seines Lebens.

## Biografie

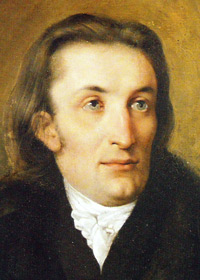
Johann Peter Eckermann, portret door Schmeller, 1824

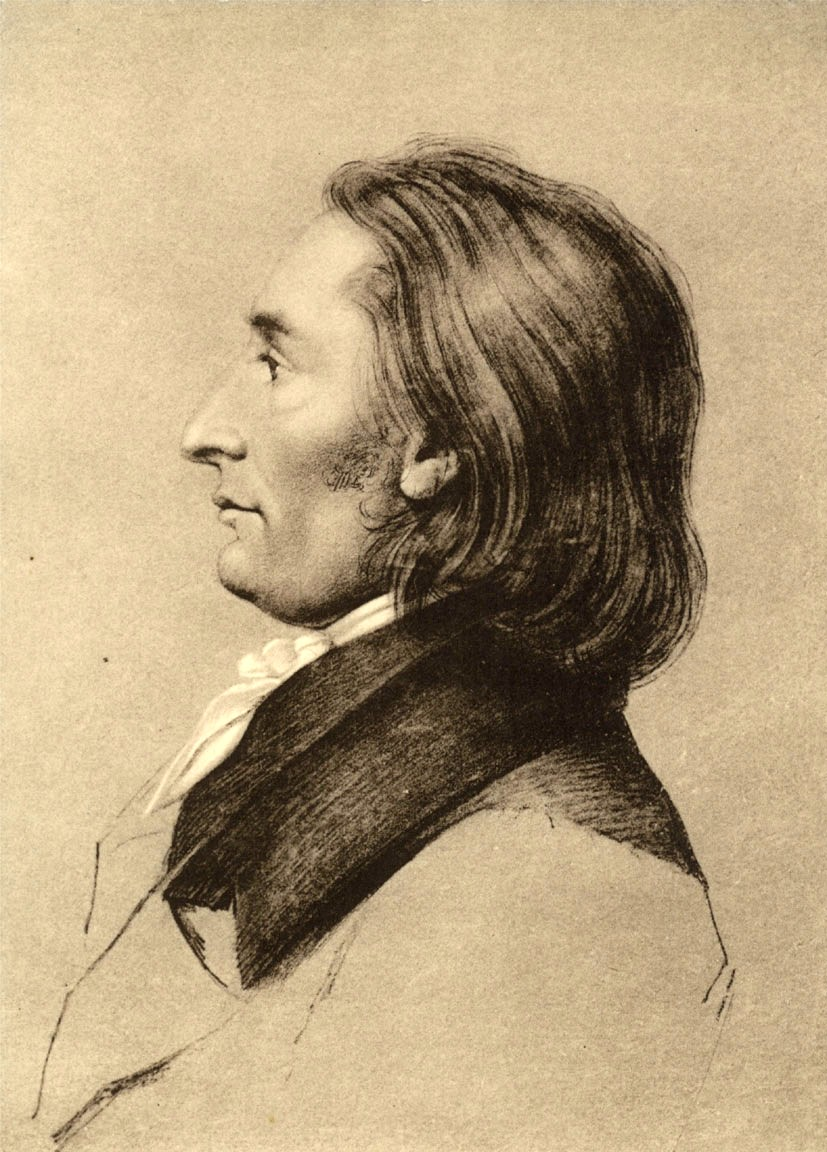
Johann Peter Eckermann

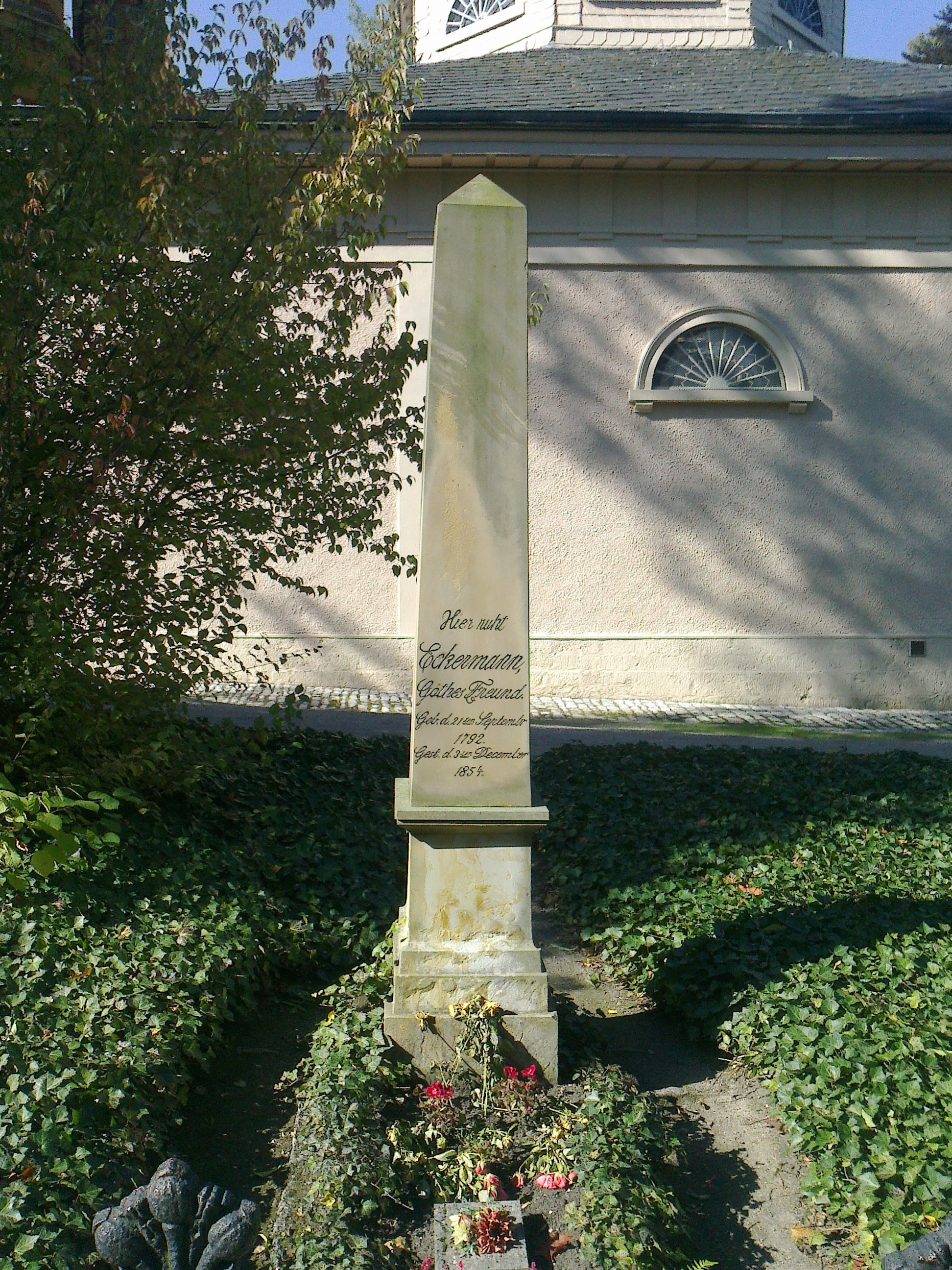
Grafobelisk van Johann Peter Eckermann vlak aan de Weimarer Fürstengruft

Johann Peter Eckermann werd op 21 september 1792 als zoon van arme ouders geboren in Winsen (bij Hamburg), waar hij eenzaam opgroeide. Hij bezocht de school slechts onregelmatig, maar viel door zijn intellect en kunstzinnigheid op bij de notabelen van zijn woonplaats. Zij hielpen de jonge Eckermann vooruit, zodat hij tussen 1808 en 1813 kon worden aangesteld als beambte in Winsen en omgeving.
Na zijn militaire-diensttijd (1813/14) vertrok hij naar Hannover om zich bij de schilder Rambach te laten opleiden tot kunstschilder. Vanwege ziekte en geldgebrek zag hij zich echter genoodzaakt dit plan op te geven en een betrekking in overheidsdienst te aanvaarden. Door zijn behoefte aan verdere intellectuele verdieping bezocht hij daarnaast in Hannover het gymnasium, waar hij zich vooral wijdde aan de literatuur. In het bijzonder maakten de werken van Johann Wolfgang von Goethe indruk op hem. Na een korte gymnasiumtijd studeerde Eckermann in Göttingen rechtsgeleerdheid en filologie, maar moest daar wederom vanwege geldgebrek al snel mee ophouden.
Door grote voorbeelden aangespoord begon Eckermann zelf verzen te schrijven. Daarnaast schreef hij "Bijdragen tot de dichtkunst, met bijzondere verwijzing naar Goethe" (Beyträge zur Poesie unter besonderer Hinweisung auf Goethe), waarvan hij manuscript naar Goethe stuurde. Deze beoordeelde het werk positief, waarop Eckermann besloot de drieënzeventig jaar oude Goethe in Weimar op te zoeken. Deze stelde Eckermann voor enig organisatorisch werk op zich te nemen, wat de ambitieuze 
Eckermann gretig aanvaardde. Hij werd echter niet officieel Goethes secretaris, doch was van toen af aan in een vrijblijvende dienstverhouding voor hem werkzaam.
Evenals in de voorafgaande jaren werd Eckermann ook in Weimar geplaagd door geldnood, hoewel Goethe ervoor zorgde dat de genoemde "Bijdragen tot de dichtkunst" tegen een goed honorarium werden uitgegeven. Daarnaast verschafte de beroemde dichter hem betaalde werkzaamheden, onder andere als huisleraar van kroonprins Karel Alexander van Saksen-Weimar-Eisenach en een doctorstitel in Jena. De opbrengsten daarvan waren echter nauwelijks voldoende om te voorzien in het levensonderhoud van de jonge Noord-Duitser, die buitengewoon zwaar belast was door de opgedragen werkzaamheden. Goethes vertrouwen in Eckermann was zo groot dat hij hem verzocht om zijn labiele zoon August von Goethe in 1830 te begeleiden op een reis naar Italië (waar deze laatste overigens het leven liet).
Pas in januari 1831 kon Eckermann in het huwelijk treden met zijn langverloofde Johanna Bertram. Zij stierf al in april 1834, kort na de geboorte van hun zoon Karl, die later een gewaardeerde kunstschilder werd.
De grijze Goethe bepaalde in zijn testament dat Eckermann, samen met zijn andere medewerker, doctor Riemer, zijn literaire nalatenschap tegen een winstdeling zouden uitgeven. Na Goethes dood in 1832 nam echter nog nauwelijks iemand notitie van de ziekelijke en steeds meer verarmende Eckermann. In 1836 verschenen uiteindelijk de eerste twee delen van het jarenlang voorbereide verslag van de gesprekken met Goethe in de laatste jaren van diens leven. Dit werk werd in verscheidene talen vertaald en geniet nog steeds erkenning. Twee jaar daarna publiceerde Eckermann nog een gedichtenbundel, maar de inkomsten waren te gering om lang op te kunnen teren.
Op 3 december 1854 stierf Eckermann ziek en eenzaam in Weimar. Zijn voormalige leerling, de latere groothertog Karel Alexander, zorgde voor een graf in directe nabijheid van Goethes laatste rustplaats, de Weimarer Fürstengruft.

## Gespräche mit Goethe in den letzten Jahren seines Lebens
Eckermann is vooral bekend geworden door zijn opgetekende en uitgegeven gesprekken met Johann Wolfgang von Goethe. Hij publiceerde na de dood van dit Duitse genie negen jaar van gesprekken in boekvorm. Goethe wist van Eckermanns voornemen en stemde in met publicatie, onder de voorwaarde dat dit pas na zijn dood zou gebeuren. Het werk verscheen onder de titel Gespräche mit Goethe in den letzten Jahren seines Lebens. De complete eerste druk van dit werk is erg zeldzaam, vooral omdat de eerste twee delen verschenen in 1836 en het derde deel, bij een andere uitgever, in 1848. De eerste twee delen zijn in het Nederlands vertaald (Eckermann – Gesprekken met Goethe, eerste druk: 1990 met een nawoord van Boudewijn Büch).
Het publiceren van interviews was aan het einde van de achttiende eeuw een nieuw verschijnsel. Zo interviewde James Boswell de Britse excentrieke schrijver dr. Samuel Johnson ten behoeve van een boek, ene Medwin maakte een boek met gesprekken die hij gevoerd had met de dichter Lord Byron en Las Cases ondervroeg Napoleon Bonaparte voor publicatie in vuistdik boek. In deze traditie schreef Eckermann zijn werk.
De filosoof Friedrich Nietzsche heeft van Eckermanns boek gezegd dat het 't beste Duitse boek is dat er bestaat. In dit verband stelde Nietzsche: Wenn man von Goethes Schriften absieht und namentlich von Goethes Unterhaltungen met Eckermann, dem besten deutschen Buche, das es gibt: Was bleibt eigentlich von der deutschen Prosa-Literatuur übrig, das es verdiente, wieder und wieder gelesen zu werden?. Volgens Boudewijn Büch was dit het mooiste interviewboek dat hij kende.
Enkele citaten uit de vertaling van Gerda Meijerinks (1990).
- Wie werkelijk invloed wil hebben, die moet niet kijven, die moet zich helemaal niet om het verkeerde bekommeren, die moet alleen maar het goede doen
- Over het algemeen zit de filosofische speculatie de Duitsers in de weg, hun stijl wordt er onzinnelijk, ongrijpbaar, breed en warrig door
- De mens is er niet toe geboren om de problemen op te lossen, maar om te onderzoeken waar het probleem begint, om vervolgens binnen de grenzen van het begrijpelijke te blijven
- Ik laat in het midden waar onze huidige jeugd de verwaandheid vandaan haalt te denken dat ze, alsof het ze aangeboren is, zomaar over al die dingen beschikt die je alleen door jarenlange studie en ervaring kunt verwerven